# Базенто
Базе́нто (итал. Basento, устар. Казуэ́нтус лат. Casuentus) — река на юге Италии, в области Базиликата. Длина — 149 км, площадь бассейна — 1508 км². Средний расход воды — 12,2 м³/с.
Исток находится к югу от города Потенцы и состоит из трёх рукавов, стекающих с трёх гор:
| Название   | Название   | Исток               | Исток           | Высота истока | Длина |
| ---------- | ---------- | ------------------- | --------------- | ------------- | ----- |
| Шиффра     | Sciffra    | гора Серра Боскетто | Serra Boschetto | 1009 м        | 5 км  |
| Фосса Купа | Fossa Cupa | гора Ариозо         | monte Arioso    | 1709 м        | 12 км |
| Торно      | Torno      | гора Селлата        | Sellata         | 1255 м        | 6 км  |

Течёт по территории области Базиликата на восток, впадает в залив Таранто (Ионическое море) недалеко от города Метапонто. В долине реки Базенто находятся города Потенца, Трикарико, Феррандина, Метапонто.
Притоки:
- левые:
  - Галлителло (Gallitello)
  - Тьера (Tiera)
  - Тора (Tora)
  - Канала (Canala)
- правые:
  - Камастра (Camastra)
  - Рифреддо (Rifreddo)
  - Велла (Vella)